# Sukasari (Gununghalu)
Sukasari is een bestuurslaag in het regentschap Bandung Barat van de provincie West-Java, Indonesië. Sukasari telt 4880 inwoners (volkstelling 2010).